# مرتلوتس
مرتلوتس Franciscus Martelottus (القرن 17 م) هو راهب فرنشسكاني و مستشرق.
عهد إليه البابا بولس الخامس بتأليف كتاب في النحو العربي، فألف كتاباً بعنوان: «مبادئ اللغة العربية».